# Лесновка (Брянская область)
Лесновка — деревня в Клинцовском районе Брянской области в составе Рожновского сельского поселения.

## География
Находится в западной части Брянской области на расстоянии приблизительно 12 км на запад по прямой от вокзала железнодорожной станции Клинцы.

## История
Основана около 1750 года Григорием Бороздной, позднее во владении его зятьев (Михаила Гамалеи и Василия Родзянко). До 1781 входила в Новоместскую сотню полка. В 1859 году здесь (деревня Суражского уезда Черниговской губернии) учтено было 5 дворов, в 1892—31 двор.

## Население
| 2010 | 2013 |
| ---- | ---- |
| 37   | ↗40  |

Численность населения: 75 человек (1859), 186 человек (1892), 54 человек (2002), 27 человек (2023).
Будет упразднена как фактически не существующая в связи с переселением всех жителей на постоянное место жительства в другие населённые пункты